# Saison 2011 des Nationals de Washington
La saison 2011 des Nationals de Washington est la 7e saison en Ligue majeure de baseball de l'équipe à Washington et la 43e depuis la création de la franchise à Montréal.
Les Nationals échouent dans leur tentative de connaître une première saison gagnante depuis leur arrivée dans la ville de Washington et terminent la saison 2011 en troisième place sur cinq équipes dans la division Est de la Ligue nationale avec 80 matchs gagnés et 81 perdus. L'année est marquée par la démission surprise du gérant Jim Riggleman, qui claque la porte après une mésentente avec la haute direction du club. Il est remplacé par Davey Johnson, qui n'avait pas dirigé une équipe du baseball majeur depuis plus de dix ans. En septembre, le jeune lanceur Stephen Strasburg, contraint à l'inactivité pour un an en raison d'une blessure et d'une opération, effectue un retour au jeu.

## Intersaison

### Arrivées
Le 5 décembre 2010, Jayson Werth, devenu agent libre, s'entend avec les Nationals de Washington. Il signe un contrat de sept saisons pour 126 millions de dollars.
Le Henry Rodríguez rejoint les Nationals de Washington le 16 décembre à l'occasion d'un échange avec Coery Brown en retour de Josh Willingham.
Devenu agent libre après la saison 2010, Rick Ankiel signe le 21 décembre un contrat d'un an pour 1,5 million de dollars avec les Nationals de Washington.
L'agent libre Adam LaRoche accepte le 7 janvier 2011 un contrat de deux ans d'une valeur de 16 millions de dollars.
Le 19 janvier, les Cubs de Chicago transfèrent le lanceur Tom Gorzelanny aux Nationals, obtenant en retour trois joueurs d'avenir : le lanceur droitier A.J. Morris, le gaucher Graham Hicks et le voltigeur Michael Burgess.
Le 19 janvier, l'arrêt-court Jerry Hairston, Jr. signe un contrat d'un an avec les Nationals de Washington.
Devenu agent libre à l'issue de la saison 2010, le lanceur Todd Coffey rejoint les Nationals le 24 janvier. Il signe un contrat d'un an pour 1,35 million de dollars.

### Départs
Miguel Batista, Jason Bergmann, Brian Bruney, Jesse English, Scott Olsen, Joel Peralta, Tyler Walker, Jamie Burke, Wil Nieves, Adam Dunn, Adam Kennedy, Willie Harris, Kevin Mench deviennent agents libres et quittent le club. Josh Willingham et Nyjer Morgan sont échangés. Justin Maxwell est échangé en retour du lanceur de ligues mineures Adam Olbrychowski.

### Grapefruit League
30 rencontres de préparation sont programmées du 28 février au 29 mars à l'occasion de cet entraînement de printemps 2011 des Nationals.
Avec 15 victoires et 14 défaites, les Nationals terminent huitièmes de la Grapefruit League et enregistrent la huitième meilleure performance des clubs de la Ligue nationale.

## Saison régulière

### Classement
| Ligue nationale (Division Est) | V   | D  | %    | GB  |
| ------------------------------ | --- | -- | ---- | --- |
| Phillies de Philadelphie       | 102 | 60 | .630 | -   |
| Braves d'Atlanta               | 89  | 73 | .549 | 13  |
| Nationals de Washington        | 80  | 81 | .497 | 21½ |
| Mets de New York               | 77  | 85 | .475 | 25  |
| Marlins de la Floride          | 72  | 90 | .444 | 30  |

### Résultats
| Légende                | Légende               | Légende       |
| victoire des Nationals | défaite des Nationals | match reporté |
| ---------------------- | --------------------- | ------------- |

#### Mai
| #  | Date    | Adversaire | Score | Victoire         | Défaite         | Sauvetage  | Affluence | Bilan |
| -- | ------- | ---------- | ----- | ---------------- | --------------- | ---------- | --------- | ----- |
| 27 | 1er mai | Giants     | 2 - 5 | Zimmermann (2-4) | Cain (2-2)      | Storen (5) | 21 611    | 13-14 |
| 28 | 2 mai   | Giants     | 0 - 2 | Gorzelanny (1-2) | Bumgarner (0-5) | Storen (6) | 15 342    | 14-14 |
| 29 | 3 mai   | @ Phillies |       |                  |                 |            |           |       |
| 30 | 4 mai   | @ Phillies |       |                  |                 |            |           |       |
| 31 | 6 mai   | @ Phillies |       |                  |                 |            |           |       |
| 32 | 6 mai   | @ Marlins  |       |                  |                 |            |           |       |
| 33 | 7 mai   | @ Marlins  |       |                  |                 |            |           |       |
| 34 | 8 mai   | @ Marlins  |       |                  |                 |            |           |       |
| 35 | 10 mai  | @ Braves   |       |                  |                 |            |           |       |
| 36 | 11 mai  | @ Braves   |       |                  |                 |            |           |       |
| 37 | 12 mai  | @ Braves   |       |                  |                 |            |           |       |
| 38 | 13 mai  | Marlins    |       |                  |                 |            |           |       |
| 39 | 14 mai  | Marlins    |       |                  |                 |            |           |       |
| 40 | 15 mai  | Marlins    |       |                  |                 |            |           |       |
| 41 | 16 mai  | Pirates    |       |                  |                 |            |           |       |
| 42 | 17 mai  | Pirates    |       |                  |                 |            |           |       |
| 43 | 18 mai  | @ Mets     |       |                  |                 |            |           |       |
| 44 | 19 mai  | @ Mets     |       |                  |                 |            |           |       |
| 45 | 20 mai  | @ Orioles  |       |                  |                 |            |           |       |
| 46 | 21 mai  | @ Orioles  |       |                  |                 |            |           |       |
| 47 | 22 mai  | @ Orioles  |       |                  |                 |            |           |       |
| 48 | 23 mai  | @ Brewers  |       |                  |                 |            |           |       |
| 50 | 24 mai  | @ Brewers  |       |                  |                 |            |           |       |
| 51 | 25 mai  | @ Brewers  |       |                  |                 |            |           |       |
| 52 | 27 mai  | Padres     |       |                  |                 |            |           |       |
| 53 | 28 mai  | Padres     |       |                  |                 |            |           |       |
| 54 | 29 mai  | Padres     |       |                  |                 |            |           |       |
| 55 | 30 mai  | Phillies   |       |                  |                 |            |           |       |
| 56 | 31 mai  | Phillies   |       |                  |                 |            |           |       |

## Draft
La Draft MLB 2011 se tient du 6 au 8 juin 2011 à Secaucus (New Jersey). Les Nationals ont le sixième et le vingt-troisième (compensation) choix.

## Affiliations en ligues mineures
| Niveau         | Équipe              | Ligue                   | Manager        | Vic. | Déf. | Classement |
| -------------- | ------------------- | ----------------------- | -------------- | ---- | ---- | ---------- |
| AAA            | Syracuse Chiefs     | International League    | Randy Knorr    |      |      |            |
| AA             | Harrisburg Senators | Eastern League          | Tony Beasley   |      |      |            |
| Advanced A     | Potomac Nationals   | Carolina League         | Matthew LeCroy |      |      |            |
| A              | Hagerstown Suns     | South Atlantic League   | Brian Daubach  |      |      |            |
| Short Season A | Auburn Doubledays   | New York - Penn League  | Gary Cathcart  |      |      |            |
| Rookie         | GCL Nationals       | Gulf Coast League       | Bobby Williams |      |      |            |
| Rookie         | DSL Nationals       | Dominican Summer League |                |      |      |            |